# Mister International 2022
Mister International 2022 foi a 20ª edição do tradicional concurso de beleza masculino de Mister Internacional. Este ano a final da competição foi realizada no New Frontier Theater, em Quezon nas Filipinas  com a presença de trinta e cinco (35) países, representados por seus respectivos candidatos ao título. A competição voltou a ser realizada após três (3) anos devido a pandemia global de COVID-19 e foi também a primeira sem a coordenação direta do fundador Alan Sim, falecido em Setembro do mesmo ano.

## Resultados

### Colocações
Em ordem anunciada na final do evento:

### Ordem dos anúncios
| 1. Índia 2. México 3. República Checa 4. Malásia 5. Hong Kong 6. Espanha 7. Estados Unidos 8. Cuba 9. Filipinas 10. Holanda 11. Brasil 12. República Dominicana 13. Peru 14. Suíça 15. Tailândia 16. Venezuela | 1. Filipinas 2. Hong Kong 3. Espanha 4. Tailândia 5. Cuba 6. Estados Unidos 7. Venezuela 8. México 9. Índia 10. República Dominicana | 1. Espanha 2. Hong Kong 3. Filipinas 4. Venezuela 5. Índia 6. República Dominicana |  |

## Quadro de prêmios

### Prêmios tradicionais
Distribuídos antes, durante e/ou na final do concurso:

### Press Presentation Media Popularity
Avaliados pelos membros da imprensa local no Luxent Hotel, em 23 de outubro:

### Sponsors Awards
Premiados pelos patrocinadores do concurso durante a final:

## Candidatos
Disputaram o título este ano:

### Observações
1 Boris Gurtner é nascido em Friburgo, na Suíça. Seu pai é suíço e sua mãe da Albânia. 

2 Apesar de ter representado a cidade de Araranguá no Mister Santa Catarina, Luan Antonelli é nascido em Jacinto Machado. 

3 Marcel Ignacio nasceu em Sallent, Espanha e mudou-se para a Suíça para enriquecer seus conhecimentos musicais e linguísticos.

## Histórico
| - Colômbia - Alejo Rivera - Equador - Israel González - Líbano - Hady Fakhreddine - Nigéria - Michael Adebowale - Polônia - Antoni Nosalik - Vietnã - Phạm Minh Quyền | - Albânia - Cuba - Laos - Serra Leoa | - Japão - Kaito Iwami ► Ryo Yatogo |

### Estatísticas
- Ásia: 16. (Cerca de 46% do total de candidatos)
- Américas: 11. (Cerca de 31% do total de candidatos)
- Europa: 7. (Cerca de 20% do total de candidatos)
- África: 1. (Cerca de 3% do total de candidatos)
- Oceania: 0.

### Candidatos em outros concursos
O histórico dos candidatos em outras disputas de beleza: